# Архиепархия Канады
Архиепа́рхия Кана́ды (англ. Archdiocese of Canada, фр. Archidiocèse du Canada) — епархия Православной церкви в Америке на территории Канады.

## История
Православие начало проникать на территорию Канады в XIX веке. В 1870-х годах в Квебек мигрировали сиро-ливанцы православного исповедания, которых навещали священники из США. В 1890 году началась миграция румын в Канаду. В 1896 году на территорию провинций Альберта и Саскачеван в сельскую местность начали массово переселяться русины и буковинцы, которые в своих селах также строили и православные храмы. В XX веке стали переселяться и греки. До революции 1917 года все православные приходы в Канаде находились в ведении Северо-Американской и Алеутской епархии Русской православной церкви.
В ноябре 1900 года в Канаду (в Эдмонтон) прибыл первый постоянный священник — иерей Иаков Корчинский. К этому времени в Канаде были построены или строились уже десять православных церквей. К 1906 году в Канаде было 17 приходов, четверо постоянно проживающих священника и ещё несколько изредка приезжающих в страну.
В 1916 году было создано территориальное викариатство Северо-Американской епархии, а епископ Александр (Немоловский) постоянно проживал в Канаде.
После 1917 года связь с Церковью в России стало существенно затруднена, вместе с ней иссякла и помощь оттуда, после этого многие национальные приходы стали присоединятся к своим этническим юрисдикциям.
Тем не менее, в 1920 году насчитывалось 66 приходов; викариатство было разделено на четыре деканата. В 1926 году был создан Спасо-Вознесенкий монастырь в Стифтоне.
В 1927 году в составе русской Северо-Американской митрополии было создано Монреальское викариатство для окормления арабских приходов Канады, но просуществовало оно недолго; уже с 1931 года занимавший его епископ служил в США.
В 1934 году насчитывалось 67 приходов (разделенных на 6 деканатов).
Вместе с воссоединением русской Северо-Американской митрополии с Зарубежной Церковью в 1935 году, в составе единого митрополичьего округа оказалось Монреальское викариатство распространявшееся на всю Канаду и окормлявшее преимущественно приходу русской традиции.
В 1936 году, была выделена самостоятельная Монреальская епархия в пределах Восточной Канады. Однако вскоре кафедра была присоединена к Западно-Канадской.
В 1940 году на территории Канады создана самостоятельная епархия.
После Второй Мировой войны в связи с эмиграцией активно начали расти приходы в Онтарио и Квебеке.
В 1954 году епархия получает статус Архиепархии. Сама епархия была разделена на две части (Западно-Канадскую с центром в Эдмонтоне и Восточно-Канадскую с центром в Монреале) из-за её величины, однако большую часть времени в Канаде служил только один епископ.
В ноябре 1946 году повторное размежевание Северо-Американской митрополии и Русской зарубежной Церкви уменьшило число канадских приходов Северо-Американской митрополии.
В 1960-х годах, когда начался массовый переход приходов на английский язык богослужения, в епархии начала чувствоваться острая недостача священников, особенно хорошо знающих английский язык.
В 1970 году обе епархии была вновь объединены с центром в Монреале. В 1981 году кафедра была перенесена в Оттаву.

## Епископы
Канадское викариатство
- Александр (Немоловский) (6 июля 1916 — 7 сентября 1920)

Виннипегское викариатство
- Аполлинарий (Кошевой) (10 февраля — 14 декабря 1924)
- Арсений (Чаговец) (24 мая 1926 — 29 мая 1936)

Монреальское викариатство
- Эммануил (Або-Хаттаб) (1927—1931)
- Иоасаф (Скородумов) (ноябрь 1935 — 29 мая 1936)

Монреальская Восточно-Канадская епархия
- Иероним (Чернов) (29 мая 1936 — 11 октября 1937)
- Антоний (Терещенко) (29 марта — 27 сентября 1947)

Эдмонтонская и Западно-Канадская епархия
- Иоасаф (Скородумов) (29 мая 1936 — ноябрь 1946)
- Антоний (Терещенко) (29 марта — 27 сентября 1947) в/у, еп. Монреальский

Торонтская и Канадская епархия
- Никон (де Греве) (7 мая 1952—1959)

Эдмонтонское и Западно-Канадское викариатство
- Иоасаф (Антонюк) (7 апреля 1968 — 18 октября 1978)

Монреальская и Канадская епархия
- Анатолий (Апостолов) (10 сентября 1961 — март 1962)
- Сильвестр (Харунс) (10 октября 1962 — 1 июля 1981)
- Феодосий (Лазор) (1981—1987) в/у

Оттавская и Канадская епархия
- Серафим (Сторгейм) (13 июня 1987 — 30 ноября 2010)
- Ириней (Рошон) (30 ноября 2010 — 21 марта 2014) в/у, еп. епископ Квебекский
- Тихон (Моллард) (21 марта 2014 — 21 октября 2014) в/у, митр. всей Америки и Канады
- Ириней (Рошон) (с 21 октября 2014)

## Благочиния
- Благочиние Альберты
- Благочиние Британской Колумбии
- Благочиние Манитобы
- Благочиние Онтарио
- Благочиние Квебека
- Благочиние Саскачевана